# Rolf Klärich

Rolf Klärich

Rolf Johan Waldemar Klärich, född 5 februari 1922 i Uleåborg, död 21 januari 2005 i Grankulla, var en finländsk företagsledare.
Kllärich utexaminerades som diplomekonom 1947. Han var anställd vid Kymmene Ab 1946–1950 och verkställande direktör för sötsaksfabriken Oy Merijal Ab i Uleåborg 1950–1973. Han blev 1960 tillsammans med en kompanjon ägare till Merijal, men sålde 1970 företaget till Oy Rettig Ab. Han engagerade sig på 1950-talet i Rotaryrörelsen och tjänstgjorde 1980–1981 som förste finländare som president för Rotary International. I början av 1990-talet introducerade han rörelsen i dåvarande Sovjetunionen och de baltiska länderna.